# 伊拉克国家石油公司
伊拉克国家石油公司于1966年由伊拉克政府设立，其负责伊拉克境内的除了炼油外的所有石油工业。